# جام باشگاه‌های جهان ۲۰۱۵
جام باشگاه‌های جهان ۲۰۱۵ با نام رسمی جام باشگاه‌های جهان ژاپن ۲۰۱۵ ارائه شده توسط علی‌بابا ای-اتو دوازدهمین دوره از جام باشگاه‌های جهان بود، یک تورنمنت بین‌المللی فوتبال باشگاهی که توسط فیفا سازماندهی شده بین برندگان شش کنفدراسیون قاره‌ای و همچنین قهرمان لیگ کشور میزبان. این مسابقات بین ۱۰ تا ۲۰ دسامبر ۲۰۱۵ به میزبانی ژاپن برگزار شد.
رئال مادرید، مدافع عنوان قهرمانی مسابقات، به دلیل حذف در نیمه نهایی لیگ قهرمانان اروپا ۱۵–۲۰۱۴ واجد شرایط نشد. برنده نهایی آن رقابت‌ها، بارسلونا، سومین عنوان قهرمانی جام باشگاه‌های جهان خود را به دست آورد و گوانگ‌ژو اورگراند را با نتیجه ۳–۰ در نیمه نهایی شکست داد و سپس در فینال با همان اختلاف، ریور پلاته را شکست داد.

## انتخاب میزبان
روند درخواست برای نسخه‌های ۲۰۱۵–۲۰۱۶ و همچنین نسخه‌های ۲۰۱۷–۲۰۱۸، یعنی دو میزبان، که هر کدام دو سال میزبانی می‌کنند، در فوریه ۲۰۰۴ آغاز شد. انجمن‌های عضو علاقه‌مند به میزبانی باید تا ۳۰ مارس ۲۰۱۴ اعلامیه علاقه خود را ارائه می‌کردند و ارائه می‌کردند. مجموعه کامل اسناد مناقصه تا ۲۵ اوت ۲۰۱۴. کمیته اجرایی فیفا قرار بود در نشست خود در مراکش در دسامبر ۲۰۱۴ میزبانان را انتخاب کند. با این حال، تا سال ۲۰۱۵ چنین تصمیمی در مورد میزبانی ۲۰۱۵–۲۰۱۶ گرفته نشد.
کشورهای زیر برای میزبانی مسابقات ابراز علاقه کردند:
- هند (در نوامبر ۲۰۱۴ علاقه خود را پس گرفت)[۸]
- ژاپن

ژاپن در ۲۳ آوریل ۲۰۱۵ به طور رسمی به عنوان میزبان مسابقات ۲۰۱۵ و ۲۰۱۶ تایید شد.

## تغییر قالب پیشنهادی
بر اساس یک تغییر پیشنهادی در رقابت‌ها، به رهبری کنفدراسیون فوتبال اقیانوسیه، فرمت جدید به معنای حذف دور حذفی برای مرحله یک چهارم نهایی و مرحله پلی‌آف، و جایگزینی آن با دو گروه سه تیمی  به صورت رفت و برگشت است. دو تیم از کشور میزبان و قهرمانان ای‌اف‌سی، کاف، کونکاکاف و اواف‌سی، که برندگان گروه به نیمه نهایی صعود می‌کنند تا با قهرمانان کونمبول و یوفا بازی کنند. این به همه تیم‌ها اجازه می‌داد حداقل دو بازی انجام دهند و از وضعیت فعلی که بازنده مرحله پلی آف فقط یک بازی انجام می‌دهد اجتناب شود. اما این پیشنهاد عملی نشد.

## تیم‌های حاضر
| تیم                               | کنفدراسیون         | صلاحیت                                | تاریخ صلاحیت       | حضور                                              |
| ورود در نیمه نهایی                | ورود در نیمه نهایی | ورود در نیمه نهایی                    | ورود در نیمه نهایی | ورود در نیمه نهایی                                |
| --------------------------------- | ------------------ | ------------------------------------- | ------------------ | ------------------------------------------------- |
| ریور پلاته                        | کونمبول            | قهرمان جام لیبرتادورس ۲۰۱۵            | ۲۲ ژوئیه ۲۰۱۵      | اولین                                             |
| بارسلونا                          | یوفا               | قهرمان لیگ قهرمانان اروپا ۱۵–۲۰۱۴     | ۶ ژوئیه ۲۰۱۵       | چهارمین (قبلی: ۲۰۰۶, ۲۰۰۹, ۲۰۱۱)                  |
| ورود در یک‌چهارم نهایی             |                    |                                       |                    |                                                   |
| گوانگ‌ژو اورگراند                  | ای‌اف‌سی             | قهرمان لیگ قهرمانان آسیا ۲۰۱۵         | ۲۱ نوامبر ۲۰۱۵     | دومین (قبلی: ۲۰۱۳)                                |
| تی‌پی مازمبه                       | کاف                | قهرمان لیگ قهرمانان آفریقا ۲۰۱۵       | ۸ نوامبر ۲۰۱۵      | سومین (قبلی: ۲۰۰۹, ۲۰۱۰)                          |
| آمریکا                            | کونکاکاف           | قهرمان لیگ قهرمانان کونکاکاف ۱۵–۲۰۱۴  | ۲۹ آوریل ۲۰۱۵      | دومین (قبلی: ۲۰۰۶)                                |
| ورود در پلی آف برای یک‌چهارم نهایی |                    |                                       |                    |                                                   |
| اوکلند سیتی                       | اواف‌سی             | قهرمان لیگ قهرمانان اقیانوسیه ۱۵–۲۰۱۴ | ۲۶ آوریل ۲۰۱۵      | هفتمین (قبلی: ۲۰۰۶, ۲۰۰۹, ۲۰۱۱, ۲۰۱۲, ۲۰۱۳, ۲۰۱۴) |
| سانفریس هیروشیما                  | ای‌اف‌سی (میزبان)    | قهرمان جی‌لیگ ۲۰۱۵                     | ۵ دسامبر ۲۰۱۵      | دومین (قبلی: ۲۰۱۲)                                |

نکات
1. ↑  ریور پلاته در ۲۲ ژوئیه ۲۰۱۵ به عنوان نماینده کونمبول انتخاب شد، زمانی که اونال که تیمی مکزیکی بود و واجد شرایط حضور در جام باشگاه‌های جهان از طریق کونمبول نبود، به عنوان حریف ریور پلاته در فینال تایید شد.

## ورزشگاه‌ها
در ۲۲ مه ۲۰۱۵، ورزشگاه ناگای در اوساکا و ورزشگاه بین‌المللی یوکوهاما در یوکوهاما به عنوان دو مکان مورد استفاده در مسابقات اعلام شدند.
| اوساکا                                                                   | اوساکایوکوهاما · | یوکوهاما                                                        |
| ------------------------------------------------------------------------ | ---------------- | --------------------------------------------------------------- |
| ورزشگاه ناگای                                                            | اوساکایوکوهاما · | ورزشگاه بین‌المللی یوکوهاما                                      |
| ۳۴°۳۶′۵۰٫۸۳″ شمالی ۱۳۵°۳۱′۶٫۴۲″ شرقی / ۳۴٫۶۱۴۱۱۹۴°شمالی ۱۳۵٫۵۱۸۴۵۰۰°شرقی | اوساکایوکوهاما · | ۳۵°۳۰′۳۵″ شمالی ۱۳۹°۳۶′۲۰″ شرقی / ۳۵٫۵۰۹۷۲°شمالی ۱۳۹٫۶۰۵۵۶°شرقی |
| گنجایش: ۴۷,۰۰۰                                                           | اوساکایوکوهاما · | گنجایش: ۷۲,۳۲۷                                                  |
|                                                                          | اوساکایوکوهاما · |                                                                 |

## داوران
فهرست داوران مسابقات:
| کنفدراسیون | داوران        | کمک داوران                               |
| ---------- | ------------- | ---------------------------------------- |
| ای‌اف‌سی     | علیرضا فغانی  | رضا سخندان محمدرضا منصوری                |
| کاف        | سیدی آلیوم    | اواریست منکوانده الویس گای نوپوئه نگگوئه |
| کونکاکاف   | جول آگویلار   | خوان فرانسیسکو زومبا ماروین سزار تورنترا |
| کونمبول    | ویلمار رولدان | الکساندر گوزمان کریستین جایرو ده لا کروز |
| اواف‌سی     | متیو کونگر    | سیمون لونت تویتا ماکاسینی                |
| یوفا       | یوناس اریکسون | ماتیاس کلاسنیوس دنیل وارنمارک            |
| میزبان     | ریوجی ساتو    | آکانه یاگی                               |

1. ↑  داوران شیلیایی جای داوران کلمبیایی ویلمار رولدان، ادواردو دیاز و الکساندر گوزمان را گرفتند.[۱۳]

## بازیکنان
هر تیم باید یک تیم ۲۳ نفره (که ۳ نفر از آنها باید دروازه‌بان می‌بودند) تا آخرین مهلت فیفا در ۳۰ نوامبر ۲۰۱۵ نام می‌برد. ترکیب شش تیم از هفت تیم در ۳ دسامبر ۲۰۱۵ توسط فیفا منتشر شد (به جز سانفریس هیروشیما، که در ۵ دسامبر ۲۰۱۵ حضور خود را در مسابقات تأیید کردند). تعویض مصدومان تا ۲۴ ساعت قبل از اولین بازی تیم مجاز بود.

## مسابقات
برنامه مسابقات به همراه لوگو، در ۲۴ اوت ۲۰۱۵ رونمایی شد.
قرعه‌کشی در ۲۳ سپتامبر ۲۰۱۵، ساعت ۱۴:۰۰ سی‌ای‌اس‌تی (یوتی‌سی ۲:۰۰+)، در مقر فیفا در زوریخ، سوئیس، برای تعیین موقعیت‌های سه تیمی که وارد مرحله یک چهارم نهایی می‌شدند، برگزار شد.
اگر یک مسابقه بعد از زمان عادی بازی مساوی می‌شد:
- برای مسابقات حذفی وقت اضافه انجام می‌شد. اگر بعد از وقت اضافه باز هم مساوی بود، ضربات پنالتی برای تعیین برنده انجام می‌شد.
- برای مسابقه مقام سوم و پنجم وقت اضافه انجام نمی‌شد و برای تعیین برنده، ضربات پنالتی انجام می‌شد.

|  | پلی آف               | پلی آف             |                      |        | یک‌چهارم نهایی      | یک‌چهارم نهایی      |         |         | نیمه نهایی | نیمه نهایی |  |  | فینال                | فینال                |
|  | ۱۰ دسامبر – یوکوهاما |                    |                      |        |                    |                    |         |         |            |            |  |  |                      |                      |
|  | سانفریس هیروشیما     | ۲                  |                      |        | ۱۳ دسامبر – اوساکا | ۱۳ دسامبر – اوساکا |         |         |            |            |  |  |                      |                      |
|  | سانفریس هیروشیما     | ۲                  |                      |        | ۱۳ دسامبر – اوساکا | ۱۳ دسامبر – اوساکا |         |         |            |            |  |  |                      |                      |
|  | اوکلند سیتی          | ۰                  |                      |        | سانفریس هیروشیما   | ۳                  |         |         |            |            |  |  |                      |                      |
|  | اوکلند سیتی          | ۰                  | ۱۶ دسامبر – اوساکا   |        | سانفریس هیروشیما   | ۳                  |         |         |            |            |  |  |                      |                      |
|  |                      |                    |                      |        | تی‌پی مازمبه        | ۰                  |         |         |            |            |  |  |                      |                      |
|  | سانفریس هیروشیما     | ۰                  |                      |        | تی‌پی مازمبه        | ۰                  |         |         |            |            |  |  |                      |                      |
|  | سانفریس هیروشیما     | ۰                  |                      |        |                    |                    |         |         |            |            |  |  |                      |                      |
|  |                      |                    | ریور پلاته           | ۱      |                    |                    |         |         |            |            |  |  |                      |                      |
|  |                      |                    | ریور پلاته           | ۱      |                    |                    |         |         |            |            |  |  |                      |                      |
|  |                      |                    | ۲۰ دسامبر – یوکوهاما |        |                    |                    |         |         |            |            |  |  |                      |                      |
|  |                      |                    |                      |        |                    |                    |         |         |            |            |  |  |                      |                      |
|  | ریور پلاته           | ۰                  |                      |        |                    |                    |         |         |            |            |  |  |                      |                      |
|  | ریور پلاته           | ۰                  | ۱۳ دسامبر – اوساکا   |        |                    |                    |         |         |            |            |  |  |                      |                      |
|  |                      | بارسلونا           | ۳                    |        |                    |                    |         |         |            |            |  |  |                      |                      |
|  |                      |                    | ۳                    | آمریکا | ۱                  |                    |         |         |            |            |  |  |                      |                      |
|  | ۱۷ دسامبر – یوکوهاما |                    |                      | آمریکا | ۱                  |                    |         |         |            |            |  |  |                      |                      |
|  |                      | گوانگ‌ژو اورگراند   | ۲                    |        |                    |                    |         |         |            |            |  |  |                      |                      |
|  | گوانگ‌ژو اورگراند     | گوانگ‌ژو اورگراند   | ۲                    | ۰      |                    |                    |         |         |            |            |  |  |                      |                      |
|  | گوانگ‌ژو اورگراند     | مقام پنجم          | مقام پنجم            | ۰      |                    |                    | رده‌بندی | رده‌بندی |            |            |  |  |                      |                      |
|  |                      | مقام پنجم          | مقام پنجم            |        | بارسلونا           | ۳                  | رده‌بندی | رده‌بندی |            |            |  |  |                      |                      |
|  | تی‌پی مازمبه          | ۱                  | سانفریس هیروشیما     | ۲      | بارسلونا           | ۳                  |         |         |            |            |  |  |                      |                      |
|  | تی‌پی مازمبه          | ۱                  | سانفریس هیروشیما     | ۲      |                    |                    |         |         |            |            |  |  |                      |                      |
|  | آمریکا               | ۲                  | گوانگ‌ژو اورگراند     | ۱      |                    |                    |         |         |            |            |  |  |                      |                      |
|  | آمریکا               | ۲                  | گوانگ‌ژو اورگراند     | ۱      |                    |                    |         |         |            |            |  |  |                      |                      |
|  | ۱۶ دسامبر – اوساکا   | ۱۶ دسامبر – اوساکا |                      |        |                    |                    |         |         |            |            |  |  | ۲۰ دسامبر – یوکوهاما | ۲۰ دسامبر – یوکوهاما |

تمامی زمان‌ها زمان استاندارد ژاپن (یوتی‌سی ۹:۰۰+) هستند.

### پلی آف برای یک‌چهارم نهایی
| سانفریس هیروشیما          | ۲–۰   | اوکلند سیتی |
| ------------------------- | ----- | ----------- |
| میناگاوا ۹' · شیوتانی ۷۰' | گزارش |             |

### یک‌چهارم نهایی
| آمریکا     | ۱–۲   | گوانگ‌ژو اورگراند               |
| ---------- | ----- | ------------------------------ |
| پرالتا ۵۵' | گزارش | ژنگ لانگ ۸۰' · پائولینیو ۹۰+۳' |

| تی‌پی مازمبه | ۰–۳   | سانفریس هیروشیما                   |
| ----------- | ----- | ---------------------------------- |
|             | گزارش | شیوتانی ۴۴' · چیبا ۵۶' · آسانو ۷۸' |

### مسابقه مقام پنجم
| آمریکا                 | ۲–۱   | تی‌پی مازمبه |
| ---------------------- | ----- | ----------- |
| بندتو ۱۹' · زونیگا ۲۸' | گزارش | کالابا ۴۳'  |

### نیمه نهایی
| سانفریس هیروشیما | ۰–۱   | ریور پلاته |
| ---------------- | ----- | ---------- |
|                  | گزارش | آلاریو ۷۲' |

| بارسلونا                     | ۳–۰   | گوانگ‌ژو اورگراند |
| ---------------------------- | ----- | ---------------- |
| سوارز ۳۹'، ۵۰'، ۶۷' (پنالتی) | گزارش |                  |

### رده بندی
| سانفریس هیروشیما | ۲–۱   | گوانگ‌ژو اورگراند |
| ---------------- | ----- | ---------------- |
| داگلاس ۷۰'، ۸۳'  | گزارش | پائولینیو ۴'     |

### فینال
| ریور پلاته | ۰–۳   | بارسلونا                 |
| ---------- | ----- | ------------------------ |
|            | گزارش | مسی ۳۶' · سوارز ۴۹'، ۶۸' |

## قهرمان
| قهرمان جام باشگاه‌های جهان ۲۰۱۵ |
| ------------------------------ |
| بارسلونا                       |
| سومین قهرمانی                  |

## گلزنان
| رتبه | بازیکن                | باشگاه           | تعداد گل |
| ---- | --------------------- | ---------------- | -------- |
| ۱    | لوییس سوارز           | بارسلونا         | ۵        |
| ۲    | پائولینیو             | گوانگ‌ژو اورگراند | ۲        |
| ۲    | داگلاس                | سانفریس هیروشیما | ۲        |
| ۲    | تسوکاسا شیوتانی       | سانفریس هیروشیما | ۲        |
| ۵    | داریو بندتو           | آمریکا           | ۱        |
| ۵    | اوریبه پرالتا         | آمریکا           | ۱        |
| ۵    | مارتین ادواردو زونیگا | آمریکا           | ۱        |
| ۵    | لیونل مسی             | بارسلونا         | ۱        |
| ۵    | ژنگ لانگ              | گوانگ‌ژو اورگراند | ۱        |
| ۵    | رینفورد کالابا        | تی‌پی مازمبه      | ۱        |
| ۵    | لوکاس آلاریو          | ریور پلاته       | ۱        |
| ۵    | تاکامو آسانو          | سانفریس هیروشیما | ۱        |
| ۵    | کازوهیکو چیبا         | سانفریس هیروشیما | ۱        |
| ۵    | یوسوکه میناگاوا       | سانفریس هیروشیما | ۱        |

## جوایز
در پایان مسابقات جوایز زیر اهدا شد:
| توپ طلای آدیداس جایزه علی‌بابا ای-اتو | توپ نقره آدیداس      | توپ برنز آدیداس          |
| ------------------------------------ | -------------------- | ------------------------ |
| لوییس سوارز (بارسلونا)               | لیونل مسی (بارسلونا) | آندرس اینیستا (بارسلونا) |
| جایزه بازی جوانمردانه                |                      |                          |
| بارسلونا                             |                      |                          |

فیفا همچنین جایزه بهترین بازیکن بازی را در این مسابقات معرفی کرد.
| مسابقه | بهترین بازیکن بازی | باشگاه           | حریف             |
| ------ | ------------------ | ---------------- | ---------------- |
| ۱      | داگلاس             | سانفریس هیروشیما | اوکلند سیتی      |
| ۲      | پائولینیو          | گوانگ‌ژو اورگراند | آمریکا           |
| ۳      | کازویوکی موریساکی  | سانفریس هیروشیما | تی‌پی مازمبه      |
| ۴      | اسوالدو مارتینز    | آمریکا           | تی‌پی مازمبه      |
| ۵      | لوکاس آلاریو       | ریور پلاته       | سانفریس هیروشیما |
| ۶      | لوییس سوارز        | بارسلونا         | گوانگ‌ژو اورگراند |
| ۷      | تاکامو آسانو       | سانفریس هیروشیما | گوانگ‌ژو اورگراند |
| ۸      | لوییس سوارز (۲)    | بارسلونا         | ریور پلاته       |